# O Tortuga (álbum)
O Tortuga  es el primer álbum debut y de estudio de la banda mexicana de rock: O Tortuga, publicado en marzo de 2015. Es considerado como uno de los álbumes que dieron escena al rock mexicano de la década de 2010.
El álbum se publicó a través del sitio Bandcamp en la cual esta su distribución para escucharse gratuitamente y su adquisición.

## Lista de canciones
| O Tortuga |                     |          |  |
| N.º       | Título              | Duración |  |
| 1.        | «Mi Amor es el Mar» | 02:30    |  |
| 2.        | «Palma Linda»       | 02:49    |  |
| 3.        | «Estú»              | 03:08    |  |
| 4.        | «Tatiana»           | 03:37    |  |
| 5.        | «Ferrari»           | 03:06    |  |
| 6.        | «Cool»              | 01:38    |  |
| 7.        | «Siempre Vago»      | 03:02    |  |
| 8.        | «Gente Ovni»        | 02:25    |  |
| 9.        | «Cómo Ves»          | 02:52    |  |
| 10.       | «Nena Pálida»       | 02:33    |  |
| 29:26     |                     |          |  |